# Surat
Surat (Gujarati સુરત, Hindi सुरत) ist eine Stadt mit etwa 4,5 Millionen Einwohnern im Südosten des indischen Bundesstaats Gujarat.

## Lage
Surat liegt am Golf von Khambhat nahe der Mündung des Tapti in einer Höhe von 7 bis 15 m ü. d. M. Mumbai, die Hauptstadt des südlich anschließenden Bundesstaats Maharashtra, befindet sich etwa 280 km südlich; Vadodara (das ehemalige Baroda) liegt ca. 154 km nordöstlich. Das Klima in Surat ist meist schwülwarm; Niederschläge fallen hauptsächlich in den Monsunmonaten Juni bis September.

## Bevölkerung
Offizielle Bevölkerungsstatistiken werden erst seit 1991 geführt und regelmäßig veröffentlicht; für Surat gibt es jedoch auch älteres Zahlenmaterial. Der starke Anstieg der städtischen Bevölkerungszahlen beruht im Wesentlichen auf der Zuwanderung von Familien aus dem Umland. Bis 2050 wird mit einer Bevölkerung von 9,2 Millionen Menschen in der Agglomeration gerechnet.
| Jahr      | 1901    | 1931   | 1961    | 1991      | 2001      | 2011      |
| Einwohner | 119.306 | 98.936 | 288.026 | 1.498.817 | 2.702.234 | 4.501.610 |

Gut 85 % der Einwohner sind Hindus, gut 11,5 % sind Moslems und knapp 2,5 % sind Jains; Zoroastrier, Sikhs, Buddhisten und Christen bilden Splittergruppen. Einer männlichen Bevölkerung von ca. 2,5 Millionen stehen nur etwa 2 Millionen Frauen gegenüber, was einerseits in Nordindien wegen der hohen Abtreibungsrate von Mädchen nicht ungewöhnlich ist, andererseits aber auch mit dem Zustrom von männlichen Arbeitern aus den ländlichen Gebieten im Hinterland zusammenhängt. Man spricht Gujarati und Hindi, aber auch Englisch ist weitverbreitet.

## Wirtschaft
Surat war eine wichtige Hafenstadt, doch der innerstädtische Hafen versandet zusehends und ist nach der Flussregulierung des Tapti unbrauchbar geworden; der neue Hafen Port of Magdalla liegt unmittelbar an der Küste. Ein zweiter Hafen mit Indiens größtem Flüssiggasterminal liegt in dem 22 Kilometer entfernten Hazira, wo sich viele Industriebetriebe angesiedelt haben. Surat mit seinen Häfen bildet eine überaus aktive Wirtschaftsmetropole: Es ist ein Zentrum der Ölindustrie und der Herstellung von Stahl und Zement, Textilien und Teppichen sowie Gold- und Silberfäden; ca. 92 % aller Schmuckdiamanten der Welt werden hier geschliffen. Darüber hinaus ist Surat eine kulturelle Metropole mit Universität, Theater, Museen und Galerien.

## Geschichte
Im Jahr 1194 wurde der Ort von dem Heerführer Qutb-ud-Din Aibak, dem Begründer des Sultanats von Delhi, erobert. 1373 plünderten Truppen von Muhammad bin Tughluq, dem damaligen Sultan von Delhi, den Ort. Im Jahr 1512 nahmen die Portugiesen Surat vorübergehend ein, plünderten und brannten den Ort nieder. 1572 eroberte der Großmogul Akbar I. das seit 1407 existierende Sultanat von Gujarat. Damit wurde Surat zu einer wichtigen Hafenstadt des Mogulreiches. Die Europäer, die die Stadt im 17. Jahrhundert besuchten, zeichneten ein multiethnisches und multireligiöses Bild der Handelsstadt (z. B. Jürgen Andersen, Jean-Baptiste Tavernier, Thomas Roe, Johann Albrecht von Mandelslo), waren aber auch beeindruckt von der Verwaltung und dem Militärsystem des Mogulreiches. Nachdem englische Schiffe im November 1612 die Portugiesen im Seegefecht vor Suvali (bei Surat) besiegt und deren maritime Dominanz im Indischen Ozean gebrochen hatten, gründete die English East India Company in Surat ihre erste Handelsniederlassung in Indien. Im Jahr 1664 wurde Surat vom Marathenführer Shivaji erobert und geplündert. Bis zum Jahre 1687 hatte die East India Company ihren Hauptsitz in Surat, danach verlagerte sie ihren Schwerpunkt nach Bombay. Von 1667 bis 1759 gab es in Surat auch eine Handelsniederlassung der Französischen Ostindienkompanie.
Ab dem 16. Jahrhundert nahm der Seehafen von Surat eine führende Stellung als Umschlagplatz für Güter in Indien ein. Im Jahr 1616 gründeten auch die Holländer eine Handelsstation in Suratte. Erst im 19. Jahrhundert übernahm die südlich von Surat gelegene Stadt Bombay wegen der dort vorhandenen moderneren Hafenanlagen einen Großteil der Handelsaktivitäten. Im Jahr 1860 wurde der Bahnhof in Surat eröffnet; durch den Anschluss an das Bahnnetz nahm die Entwicklung der Stadt einen enormen Aufschwung und die Einwohnerzahl wuchs erheblich.

## Sehenswürdigkeiten

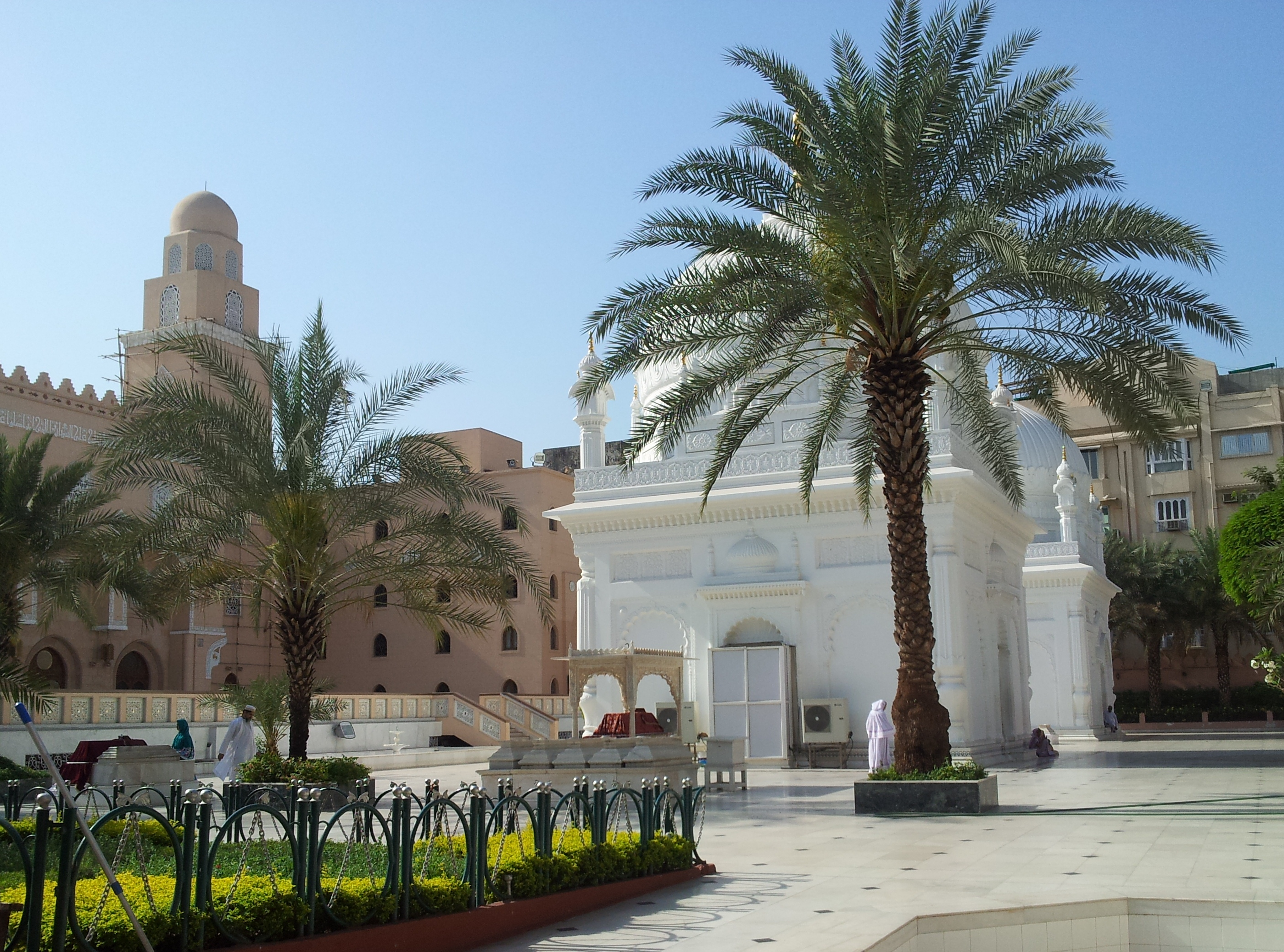
Freitagsmoschee und zwei Kuppelgräber

Trotz seiner langen Geschichte hat Surat nur wenige historisch oder kulturell bedeutsame Sehenswürdigkeiten:
- Das Fort von Surat wurde im 16. Jahrhundert auf den Trümmern der dreimal von den Portugiesen zerstörten Festung neu erbaut.
- Das aufwendig gestaltete Grabmal des 1691 auf einem Schiff vor der Küste Indiens verstorbenen Holländers Henrik van Rheede befindet sich auf dem Dutch Cemetery.
- Zwei Kuppelgräber (qubbas) aus dem frühen 19. Jahrhundert erinnern an muslimische Würdenträger.
- Die Masjid e Moazzam mit ihren zwei Minaretten, die in ihrer Architektur an die Große Moschee von Kairouan erinnern, wurde im Jahr 1817 fertiggestellt und im Jahr 1996 gründlich restauriert.
- Der von außen eher unscheinbare, aber im Innern reich ausgestattete Chintamani Jain-Tempel wurde um 1700 zu Lebzeiten des Großmoguls Aurangzeb auf dem Westufer des Tapi errichtet. Er wurde – den Anforderungen des Jainismus entsprechend – nur mit Pflanzenfarben ausgemalt.
- Der ISKCON-Tempel entstand in den 1980er Jahren etwa 4,5 km nördlich.
- Das Jagdishchandra Bose Aquarium ist eines der modernsten Aquarien Indiens bzw. ganz Asiens.
- Das 1998 eröffnete Sardar Patel Museum zeigt Exponate aus der Geschichte Gujarats und benachbarter Regionen.

In touristischer Hinsicht sind auch die Strände (in größerer Entfernung vom Stadtzentrum) sowie der Zoo im Sarthana Nature Park erwähnenswert.

## Persönlichkeiten

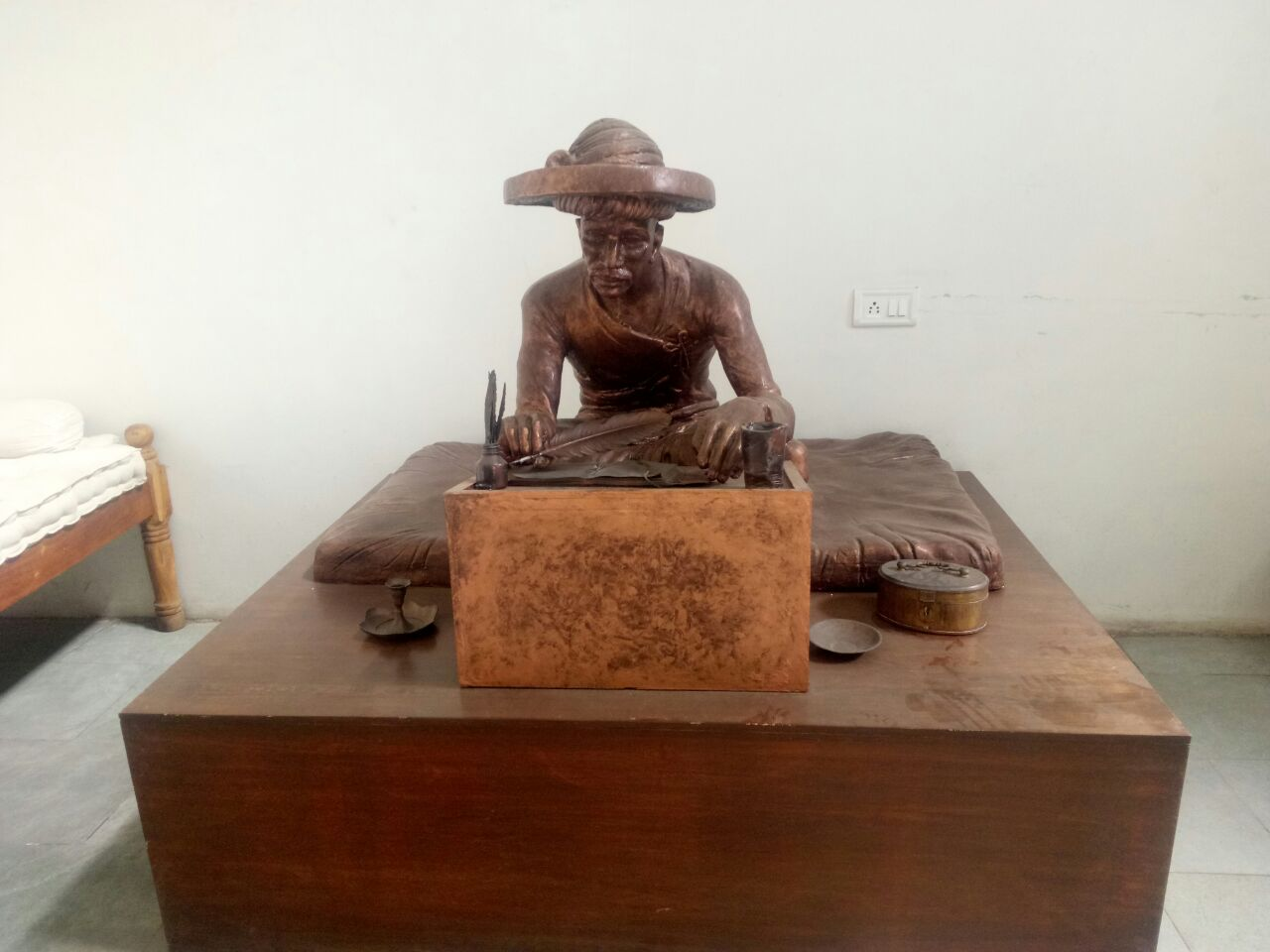
Statue Narmads im Saraswati Mandir-Museum, dem 1866 erbauten Haus des Dichters in Surat

- Narmada Shankar (auch: Narmad, 1833–1886), Gujarati-Dichter und Sozialreformer
- Darashaw Nosherwan Wadia (1883–1969), Geologe
- Abdulally Esoofally (1884–1957), Filmpionier
- Moosa Ismail Meer (1897–1972), indisch-südafrikanischer Journalist und Zeitungsverleger
- Hansa Mehta (1897–1995), Reformerin, Sozialaktivistin, Unabhängigkeitsaktivistin und Schriftstellerin
- Jayant Desai (1909–1976), Filmregisseur und -produzent des Hindi-Films
- Zubeida (1911–1988), Schauspielerin
- Hitendra Kanaiyalal Desai (1915–1993), Politiker
- Mareez (Abbas Abdul Ali Vasi, 1917–1983), Dichter
- Ahmed Deedat (1918–2005), islamischer Schriftsteller und Redner
- Jagdeep Shah (* 1942), indisch-US-amerikanischer Physiker
- Ami Ghia (* 1956), Badmintonspielerin
- Dhwanil Parekh (* 1976), Literaturwissenschaftler und Schriftsteller

## Sonstiges
Eine Pestepidemie ereignete sich von August bis Oktober 1994 in Surat. Die WHO zählte 6.344 vermutete, 234 erwiesene Pestfälle und 56 Tote. Der dort festgestellte Pesterreger wies dabei bislang noch nicht beobachtete Eigenschaften auf, denn er zeichnete sich durch eine schwache Virulenz aus und gilt aufgrund einiger molekularbiologischer Besonderheiten als neuartiger Erregerstamm.
Neunzig Prozent aller Rohdiamanten der Welt werden Berichten zufolge in Surat geschliffen. Um die kleinen Schleifereien zu zentralisieren, wurde im November 2023 das Surat Diamond Bourse eröffnet. Das Gebäude rang dem Pentagon den Titel um das, nach Bruttogeschoßfläche, geltenden Titel des weltweit größten Bürogebäudes ab.